# Orbea verrucosa
Orbea verrucosa là một loài thực vật có hoa trong họ La bố ma. Loài này được (Masson) Leach mô tả khoa học đầu tiên năm 1975.